# ماتيوس ألفيس
ماتيوس ألفيس هو لاعب كرة قدم برازيلي في مركز الوسط، ولد في 19 مايو 1993 في ميناس جرايس في البرازيل. لعب مع نادي إستر ونادي فلومينينسي ونادي لاهتي.

## وصلات خارجية
- ماتيوس ألفيس على موقع دوري كوريا الجنوبية (الإنجليزية)
- ماتيوس ألفيس على موقع قاعدة بيانات كرة القدم.إي يو (الإنجليزية)
- ماتيوس ألفيس على موقع Soccerway.com (الإنجليزية)
- ماتيوس ألفيس على موقع عالم كرة القدم.نت (الإنجليزية)